# Вудленд-Гіллс (Юта)
Вудленд-Гіллс (англ. Woodland Hills) — місто (англ. city) в США, в окрузі Юта штату Юта. Населення — 1521 особа (2020).

## Географія
Вудленд-Гіллс розташований за координатами 40°0′44″ пн. ш. 111°39′14″ зх. д. / 40.01222° пн. ш. 111.65389° зх. д. (40.012229, -111.653796).  За даними Бюро перепису населення США в 2010 році місто мало площу 5,24 км², уся площа — суходіл. В 2017 році площа становила 6,56 км², уся площа — суходіл.

## Демографія
Згідно з переписом 2010 року, у місті мешкали 1344 особи в 343 домогосподарствах у складі 325 родин. Густота населення становила 257 осіб/км².  Було 358 помешкань (68/км²).
Расовий склад населення:
| - 94,3 % — білих - 0,8 % — азіатів - 0,7 % — вихідців з тихоокеанських островів - 0,2 % — чорних або афроамериканців |

До двох чи більше рас належало 3,2 %. Частка іспаномовних становила 2,9 % від усіх жителів.
За віковим діапазоном населення розподілялося таким чином: 36,1 % — особи молодші 18 років, 54,2 % — особи у віці 18—64 років, 9,7 % — особи у віці 65 років та старші. Медіана віку мешканця становила 32,6 року. На 100 осіб жіночої статі у місті припадало 102,1 чоловіків;  на 100 жінок у віці від 18 років та старших — 102,1 чоловіків також старших 18 років.
Середній дохід на одне домашнє господарство  становив 114 105 доларів США (медіана — 96 250), а середній дохід на одну сім'ю — 113 009 доларів (медіана — 96 354). Медіана доходів становила 72 813 долари для чоловіків та 51 750 доларів для жінок. За межею бідності перебувало 7,0 % осіб, у тому числі 9,8 % дітей у віці до 18 років та 2,5 % осіб у віці 65 років та старших.
Цивільне працевлаштоване населення становило 535 осіб. Основні галузі зайнятості: освіта, охорона здоров'я та соціальна допомога — 30,1 %, науковці, спеціалісти, менеджери — 21,5 %, роздрібна торгівля — 12,7 %, виробництво — 7,7 %.